# Ydessa, les ours et etc.
Pour plus de détails, voir Fiche technique et Distribution.
Ydessa, les ours et etc. est un court métrage documentaire français écrit et réalisé par Agnès Varda et sorti en 2004.

## Synopsis
Des centaines de photographies anciennes ont en commun qu'on y voit un petit ours (un Teddy Bear). Pourquoi et comment une certaine Ydessa Hendeles, Canadienne, née de parents juifs allemands, a rassemblé ces photographies et quelques ours d'époque, emblématiques et rassurants.

## Fiche technique
- Réalisation et scénario : Agnès Varda
- Durée : 44 minutes
- Format : couleur - 35 mm